# Okręg Bacău
Bacău – okręg we wschodniej Rumunii (Mołdawia zachodnia), w regionie północno-wschodnim, ze stolicą w mieście Bacău. Graniczy z okręgami Neamț, Vaslui, Vrancea, Covasna i Harghita. W 2011 roku liczył 616 168 mieszkańców. Okręg ma powierzchnię 6621 km², a w 2002 roku gęstość zaludnienia wynosiła 113 osób/km².

## Struktura narodowościowa
Według spisu ludności z roku 2011 okręg Bacău zamieszkiwały następujące narodowości:
- Rumuni - 90,6%
- Romowie - 2,5%
- Węgrzy - 0,683%
- Czangowie - 0,135%
- Niemcy - 0,016%
- Włosi - 0,015%
- Turcy - 0,008%
- Żydzi - 0,007%
- Grecy - 0,006%
- Rosjanie - 0,006%

## Miasta
- Bacău
- Buhuși
- Comănești
- Dărmănești
- Moinești
- Onești
- Slănic Moldova
- Târgu Ocna

## Gminy
- Agăș
- Ardeoani
- Asău
- Balcani
- Berești-Bistrița
- Berești-Tazlău
- Berzunți
- Bârsănești
- Blăgești
- Bogdănești
- Brusturoasa
- Buciumi
- Buhoci
- Cașin
- Căiuți
- Cleja
- Colonești
- Corbasca
- Coțofănești
- Dămienești
- Dealu Morii
- Dofteana
- Faraoani
- Filipeni
- Filipești
- Găiceana
- Gârleni
- Ghimeș-Făget
- Gioseni
- Glăvănești
- Gura Văii
- Helegiu
- Hemeiuș
- Huruiești
- Horgești
- Itești
- Izvoru Berheciului
- Letea Veche
- Lipova
- Livezi
- Luizi-Călugăra
- Măgirești
- Măgura
- Mănăstirea Cașin
- Mărgineni
- Motoșeni
- Negri
- Nicolae Bălcescu
- Odobești
- Oituz
- Oncești
- Orbeni
- Palanca
- Parava
- Parincea
- Pâncești
- Pârgărești
- Pârjol
- Plopana
- Podu Turcului
- Poduri
- Prăjești
- Racova
- Răcăciuni
- Răchitoasa
- Roșiori
- Sascut
- Sănduleni
- Sărata
- Săucești
- Scorțeni
- Secuieni
- Solonț
- Stănișești
- Strugari
- Ștefan cel Mare
- Tamași
- Tătărăști
- Târgu Trotuș
- Traian
- Ungureni
- Urechești
- Valea Seacă
- Vultureni
- Zemeș